# FK Sogdiana Djizak
El FK Sogdiana Djizak és un club de futbol Uzbek de la ciutat de Djizak. Sogdiana és el nom del club de la regió on està situat el club i de l'antic idioma que s'hi parlava, que fou conegut durant l'època de la ruta de la seda. Juga a l'estadi Markaziy, construït el 1970.

## Història
Durant l'època soviètica va guanyar el campionat uzbek amb el nom de Trud Djizak. També arribà a jugar a la segona divisió estatal entre 1980 i 1985 amb el nom de Zvezda Djizak.
Evolució del nom:
- 1970-1972: Jizzakh (also DSC)
- 1973-1975: Trud
- 1975-1976: Jizzakh
- 1976-1977: Irrigator
- 1978-1981: Buston
- 1982-1985: Zvezda
- 1986-1989: Yoshlik
- 1990-avui: Sogdiana

## Palmarès
- Lliga uzbeka de futbol:[3]
  - 1972 (època soviètica)